# Oncaea infantula
Oncaea infantula is een eenoogkreeftjessoort uit de familie van de Oncaeidae. De wetenschappelijke naam van de soort is voor het eerst geldig gepubliceerd in 1972 door Gordeeva K.T..